# Stefanie Hering
Stefanie Hering (* 17. Januar 1967) ist eine deutsche Designerin und Keramikmeisterin sowie Gründerin einer Porzellanmanufaktur in Berlin.

## Leben und Wirken
Stefanie Hering absolvierte eine Töpferlehre bei der Töpferei Göllner in Besigheim (1983–86) und Gesellenjahre in Irland, Dänemark und Deutschland (1986–89). Anschließend studierte sie an der Fachschule für Keramik-Gestaltung in Höhr-Grenzhausen (1989–92) mit dem Abschluss als Keramikmeister und staatlich anerkannter Keramikdesigner.
1992 eröffnete sie mit Wiebke Lehmann die Werkstatt und Galerie Stefanie Hering Porzellan & Wiebke Lehmann Ceramics in Berlin-Prenzlauer Berg. Es entstanden frei gedrehte Porzellangefäße, die Biskuitporzellan mit glasierten Porzellanflächen kombinieren und sie schuf seither mehrere Kollektionen. 1995 begann eine Zusammenarbeit mit anderen Firmen, zunächst mit Steng Licht Stuttgart. Neben ersten Ausstellungen (ab 1993) kam es zu Messebeteiligungen in New York, Tokyo und Frankfurt (Ambiente und Tendence).  1996 erhielt Hering den Hessischen Staatspreis für das deutsche Kunsthandwerk. Seit 1997 stellt sie regelmäßig auf der Pariser Messe Maison & Objet aus.
1999 gründete sie mit ihrem Ehemann und Wiebke Lehmann die Stefanie Hering – Berlin GmbH, registriert unter der Marke „Hering Berlin“. Mit Gründung des Labels begann ebenfalls die Zusammenarbeit mit der Porzellanmanufaktur Reichenbach in Thüringen. 2007 übernahm dieser Betrieb die Produktion aller Entwürfe von Stefanie Hering für Hering Berlin.
Auf der Expo 2000 war die Porzellanmanufaktur im Pavillon Future Vision vertreten. Im gleichen Jahr ging der Red Dot Award „Best of the Best“ an das Unternehmen. 2009 erhielt das Unternehmen von der internationalen Jury den Gold Prize der World Ceramic Biennale Korea in der Kategorie „Ceramic for use“. 2013 folgte der Designpreis der Bundesrepublik Deutschland in Gold. Sterneköche, Luxus-Hotels und Restaurants sind Abnehmer des Porzellans, welches auch beim G7-Gipfel auf Schloss Elmau 2015 verwendet wurde.
Hering erweiterte ihre Entwurfstätigkeit immer wieder auf andere Materialien und Gewerke. So gestaltete sie beispielsweise mit Stephanie Siepmann Textilkollektionen. In Zusammenarbeit mit der Glashütte Theresienthal entstand eine Kollektion von Trinkgläsern.   Teil ihrer Kollektionen sind auch Vasen, Gläser, Schalen, Flaschen und Porzellanfiguren. Zudem entwickelte sie eine Kronleuchter-Kollektion aus mundgeblasenem Glas.
2017 eröffnete sie zusammen mit Marta Salas-Porras das Studio „Projekt Hering Berlin – a space for convergence of Art, Design, Culture and Technologie“, aus dem später der heutige Flagship-Store in der Potsdamer Straße wurde.